# پایگاه نیروی هوایی، دریایی چری پوینت
پایگاه نیروی هوایی، دریایی چری پوینت (به انگلیسی: Marine Corps Air Station Cherry Point) (به زبان بومی: Cunningham Field) یک فرودگاه نظامی با کد یاتا NKT است که یک باند فرود آسفالت دارد و طول باند آن ۲۳۰۲ متر است. این فرودگاه در کشور ایالات متحده آمریکا قرار دارد و در ارتفاع ۹ متری از سطح دریا واقع شده‌است.